# مراسلات تشارلز داروين
مراسلات تشارلز داروين (بالإنجليزية: Correspondence of Charles Darwin) هي مجموعة واسعة وفريدة من الرسائل التي تبادلها العالم الطبيعي البريطاني تشارلز داروين مع أفراد عائلته ومئات العلماء من مختلف أنحاء العالم، وتضم ما يزيد عن 15,000 رسالة.

## الأهمية التاريخية والعلمية
توفر هذه الرسائل رؤًى عميقة في تطور أفكار داروين العلمية، وفي شخصيته وصحته وآرائه الخاصة تجاه القضايا المعاصرة مثل العبودية والحرب الأهلية الأمريكية، كما من خلال مراسلاته مع آسا غراي.

## مشروع 'Darwin Correspondence Project'
أُطلق في جامعة كامبريدج مشروعًا ضخمًا لتجميع وتحقيق ونشر هذه الرسائل، حيث نُشِر منها 30 مجلدًا مطبوعًا بين عامي 1985 و2023، إلى جانب إتاحتها كاملة على الموقع الإلكتروني الخاص بالمشروع، بما في ذلك النصوص الكاملة للرسائل حتى عام 1872. وتوفّر النسخة الرقمية قاعدة بحثية متقدمة ومترابطة للباحثين والجمهور، وتشمل آلاف النصوص والملاحظات والحواشي.
حصل المشروع على تمويل بملايين الدولارات من جهات مثل Evolution Education Trust وMellon Foundation وAlfred P. Sloan Foundation عام 2011 لضمان إتمام النشر الكامل.

## الحفظ والترشيح الدولي للمكتبة الأرشيفية
احتُفظ بأكثر من 20,000 وثيقة تتعلق بداروين في أماكن مثل مكتبة جامعة كامبريدج، ومتحف التاريخ الطبيعي، وDown House، ومكتبة لينين سوسايتي الملكية، والحدائق النباتية الملكية بـKew، والمكتبة الوطنية الأسكتلندية. ونُظر إلى هذا الأرشيف باعتباره ذا قيمة عالمية، فتم إدراجه ضمن برنامج "ذاكرة العالم" التابع لليونسكو عام 2025.

## تأثير المشروع
يُعد المشروع علامة فارقة في مجال تاريخ العلوم، إذ مكّن من تتبع تطور أفكار داروين، وفهم الشبكة الاجتماعية والعلمية التي تفاعل معها. ويستمر الباحثون في اكتشاف رسائل جديدة ويضاف نحو 50 رسالة سنويًا إلى النسخة الرقمية.